# Michał Wojciechowski (matematyk)
Michał Stanisław Wojciechowski – polski matematyk, doktor habilitowany nauk matematycznych, profesor Instytutu Matematycznego Polskiej Akademii Nauk oraz Uniwersytetu Jana Kochanowskiego w Kielcach, specjalista od analizy funkcjonalnej.

## Kariera naukowa
W 1989 roku na Uniwersytecie Warszawskim uzyskał tytuł magistra matematyki. W 1993 roku w Instytucie Matematycznym Polskiej Akademii Nauk uzyskał stopień doktora nauk matematycznych w zakresie matematyki na podstawie rozprawy pt. Rzuty translacyjne niezmiennicze w przestrzeniach Sobolewa i innych przestrzeniach funkcyjnych, której promotorem był prof. Aleksander Pełczyński. W 2001 roku ten sam instytut nadał mu stopień doktora habilitowanego nauk matematycznych w dyscyplinie matematyki na podstawie pracy pt. Multiplikatory wymierne i własności analityczne ich transformat. W 2014 roku został zatrudniony w tymże instytucie. Od 2019 pracuje również na Uniwersytecie Jana Kochanowskiego w Kielcach, a 2021 roku został zatrudniony na Akademii Górniczo-Hutniczej im. Stanisława Staszica w Krakowie.